# Augustów
Augustów ([au̯ˈɡustuf] lyssna (fil); litauiska: Augustavas) är en stad i nordöstra Polen, 10 kilometer från den gamla gränsen till Ostpreussen. Staden hade 29 305 invånare (2022).
Augustów ligger vid järnvägen Hrodna-Suwałki och vid Augustówkanalen som staden gett sitt namn. En bosättning i området omnämns första gången år 1496. Staden grundades omkring 1540 av Bona Sforza och fick stadsprivilegier enligt Magdeburgrätten år 1557 av Sigismund II August, efter vem staden också döptes efter. Staden är belägen två dagsmarcher öster om Masuriska sjöarna och blev skådeplats för återtågsstrider i samband med första slaget vid Masuriska sjöarna och berördes även av strider i samband med andra slaget vid Masuriska sjöarna.